# Caligo nocturna
Caligo nocturna är en fjärilsart som beskrevs av Hans Ferdinand Emil Julius Stichel 1903. Caligo nocturna ingår i släktet Caligo och familjen praktfjärilar. Inga underarter finns listade i Catalogue of Life.